# Championnats d'Afrique d'athlétisme 2002
Navigation
Les 13es championnats d'Afrique d'athlétisme ont lieu du 6 au 10 août 2002 au stade du 7-Novembre de Radès, en Tunisie. La compétition, organisée par la Confédération africaine d'athlétisme, réunit 417 athlètes issus de 42 pays.

## Résultats

### Hommes
| 100 mètres (vent : 3.8 m/s) | Frank Fredericks 9 s 93                                                              | Uchenna Emedolu 10 s 0                                                                        | Idrissa Sanou 10 s 16                                                          |
| 200 mètres (vent : 2.4 m/s) | Frank Fredericks 20 s 10                                                             | Aziz Zakari 20 s 33                                                                           | Oumar Loum 20 s 37                                                             |
| 400 mètres | Éric Milazar 45 s 67                                                                 | Sofiane Labidi 45 s 87                                                                        | Marcus la Grange 45 s 95                                                       |
| 800 mètres | Djabir Saïd-Guerni 1 min 45 s 52                                                     | William Yiampoy 1 min 45 s 79                                                                 | Mbulaeni Mulaudzi 1 min 46 s 20                                                |
| 1 500 mètres | Bernard Lagat 3 min 38 s 11                                                          | Laban Rotich 3 min 38 s 60                                                                    | Abdelkader Hachlaf 3 min 38 s 78                                               |
| 5 000 mètres | Paul Bitok 13 min 31 s 95                                                            | Benjamin Limo 13 min 32 s 10                                                                  | Mohammed Amyn 13 min 33 s 98                                                   |
| 10 000 mètres | Paul Kosgei 28 min 44 s 81                                                           | John Cheruiyot Korir 28 min 45 s 23                                                           | Benjamin Maiyo 28 min 45 s 24                                                  |
| 3 000 m steeple | Wilson Boit Kipketer 8 min 20 s 92                                                   | Stephen Cherono 8 min 23 s 85                                                                 | Ezekiel Kemboi 8 min 27 s 14                                                   |
| 110 mètres haies (vent : 4.8 m/s) | Shaun Bownes 13 s 36                                                                 | Joseph-Berlioz Randriamihaja 13 s 80                                                          | Sultan Tucker 13 s 98                                                          |
| 400 mètres haies | Llewellyn Herbert 49 s 76                                                            | Willie Smith 50 s 03                                                                          | Héni Kechi 50 s 44                                                             |
| 20 kilomètres marche | Hatem Ghoula 1 h 26 min 42 s                                                         | Moussa Aouanouk 1 h 30 min 27 s                                                               | Karim Boudhiba 1 h 35 min 05 s                                                 |
| Relais 4 × 100 mètres | Nigeria Taiwo Ajibade Chinedu Oriala Sunday Emmanuel Uchenna Emedolu 39 s 76         | Sénégal Malang Sané Abdou Demba Lam Jacques Sambou Oumar Loum 40 s 08                         | Maurice David Victoire Fernando Augustin Arnaud Casquette Éric Milazar 40 s 27 |
| Relais 4 × 400 mètres | Maroc Abdellatif El Ghazaoui Nabil Jabir Ismael Daif Abdelkrim Khoudri 3 min 09 s 72 | Maurice Jean-François Degrâce Fernando Augustin Kursley Montimerdo Éric Milazar 3 min 10 s 14 | Sénégal Ousmane Niang Seydina Doucouré Jacques Sambou Oumar Loum 3 min 14 s 40 |
| Saut en hauteur | Abderrahmane Hammad 2,25 m                                                           | Kabelo Mmono 2,10 m                                                                           | Mohamed Bradai 2,10 m                                                          |
| Saut en longueur | Younès Moudrik 8,06 m                                                                | Hatem Mersal 8,02 m                                                                           | Nabil Adamou 7,98 m                                                            |
| Saut à la perche | Karim Sène 5.00 m                                                                    | Béchir Zaghouani 4,90 m                                                                       | Mohamed Benyahia 4,80 m                                                        |
| Triple saut | Olivier Sanou 17,06 m                                                                | Andrew Owusu 17,02 m                                                                          | Abdou Demba Lam 16,34 m                                                        |
| Lancer du poids | Janus Robberts 19,73 m                                                               | Hicham Aïtaha 17,18 m                                                                         | Mohamed Meddeb 16,40 m                                                         |
| Lancer du disque | Janus Robberts 54,32 m                                                               | Walid Boudaoui 49,49 m                                                                        | Omar Ahmed el-Ghazaly 48,17 m                                                  |
| Lancer du javelot | Gerhardus Pienaar 78,63 m                                                            | Walid Abderrazak Mohamed 70,86 m                                                              | Mohamed Ali Ben Zina 66,69 m                                                   |
| Lancer du marteau | Chris Harmse 76,07 m                                                                 | Yamen Hussein Abdel Moneim 69,19 m                                                            | Saber Souid 68,40 m                                                            |
| Décathlon | Hamdi Dhouibi 7 965 points                                                           | Anis Riahi 7 363 points                                                                       | Rédouane Youcef 7 089 points                                                   |
| Records et Performances - AR : Record continental (area record) - CR : Record des championnats (championship record) - MR : Record du meeting (meet record) - NR : Record national (national record) - OR : Record olympique (olympic record) - PR : Record paralympique (paralympic record) - PB : Record personnel (personal best) - SB : Meilleure performance personnelle de la saison (season's best) - WL : Meilleure performance mondiale de l'année (world leader) - WJR : Record du monde junior (world junior record) - WR : Record du monde (world record) Circonstances et Conditions - DNF : N'a pas terminé (did not finish) - DNS : N'a pas pris le départ (did not start) - DQ : Disqualification (disqualification) - NM : Aucun essai valable enregistré (No Mark) - Q : Qualifié « directement » au prochain tour (ou à la prochaine compétition), lors d'une compétition majeure, grâce au classement ou à la réalisation des minima (automatic qualifier) - q : Qualifié au prochain tour (ou à la prochaine compétition), lors d'une compétition majeure, grâce au repêchage ou à la réalisation de l'une des meilleures performances parmi celles des « non qualifiés directement » (grâce au meilleur temps ou à la meilleure distance par exemple) (secondary qualifier) |                                                                                      |                                                                                               |                                                                                |

### Femmes
| 100 mètres (vent : 4.1 m/s) | Endurance Ojokolo 11 s 15                                                                       | Myriam Léonie Mani 11 s 29                                                                         | Chinedu Odozor 11 s 32                                                               |
| 200 mètres (vent : 2.2 m/s) | Kaltouma Nadjina 22 s 80                                                                        | Aïda Diop 23 s 29                                                                                  | Myriam Léonie Mani 23 s 30                                                           |
| 400 mètres | Kaltouma Nadjina 51 s 09                                                                        | Mireille Nguimgo 51 s 61                                                                           | Awatef Ben Hassine 52 s 22 (NR)                                                      |
| 800 mètres | Maria Mutola 2 min 03 s 11                                                                      | Agnes Samaria 2 min 03 s 63                                                                        | Amina Aït Hammou 2 min 03 s 94                                                       |
| 1 500 mètres | Jackline Maranga 4 min 18 s 91                                                                  | Abir Nakhli 4 min 19 s 02                                                                          | Hasna Benhassi 4 min 20 s 15                                                         |
| 5 000 mètres | Berhane Adere 15 min 51 s 08                                                                    | Docus Inzikuru 15 min 54 s 22                                                                      | Ejegayehu Dibaba 15 min 56 s 02                                                      |
| 10 000 mètres | Susan Chepkemei 31 min 45 s 14                                                                  | Leah Malot 32 min 00 s 78                                                                          | Eyerusalem Kuma 32 min 21 s 60                                                       |
| 100 mètres haies (vent : 2.5 m/s) | Rosa Rakotozafy 13 s 13w                                                                        | Angela Atede 13 s 16w                                                                              | Kéné Ndoye 13 s 72w                                                                  |
| 400 mètres haies | Zahra Lachguer 57 s 91                                                                          | Carole Kaboud Mebam 58 s 11                                                                        | Mame Tacko Diouf 58 s 86                                                             |
| 10 kilomètres marche | Nagwa Ibrahim Ali 49 min 26 s                                                                   | Bahia Boussad 49 min 57 s                                                                          | Grace Wanjiru 51 min 35 s                                                            |
| Relais 4 × 100 mètres | Afrique du Sud Dikeledi Moropane Geraldine Pillay Dominique Koster Janice Josephs 45 s 60       | Côte d'Ivoire Christiane Yao Makaridja Sanganoko Matagari Diazasouba Amandine Allou Affoué 47 s 15 | Ghana Georgina Sowah Vida Bruce Gifty Addy Aisha Primang 47 s 41                     |
| Relais 4 × 400 mètres | Cameroun Hortense Béwouda Carole Kaboud Mebam Myriam Léonie Mani Mireille Nguimgo 3 min 35 s 33 | Nigeria Hajarat Yusuf Oluyemi Fagbamila Pauline Ibeagha Kudirat Akhigbe 3 min 38 s 25              | Algérie Houria Moussa Sarah Bouaoudia Nahida Touhami Sarah Arrous 3 min 39 s 70 (NR) |
| Saut en hauteur | Hestrie Cloete 1,95 m                                                                           | Amina Lemgherbi 1,70 m                                                                             | Hanen Dhouibi 1,70 m                                                                 |
| Saut à la perche | Syrine Balti 4,06 m                                                                             | Aïda Mohsni 3,60 m                                                                                 | Asma Akkari 3,40 m                                                                   |
| Saut en longueur | Françoise Mbango Etone 6,68 m                                                                   | Kéné Ndoye 6,45 m                                                                                  | Chinedu Odozor 6,39 m                                                                |
| Triple saut | Françoise Mbango Etone 14,95 m                                                                  | Kéné Ndoye 14,28 m                                                                                 | Baya Rahouli 13,78 m                                                                 |
| Lancer du poids | Vivian Chukwuemeka 17,60 m                                                                      | Amel Ben Khaled 15,94 m                                                                            | Wafaa Ismail Baghdadi 15,43 m                                                        |
| Lancer du disque | Monia Kari 55,28 m                                                                              | Vivian Chukwuemeka 54,12 m                                                                         | Elizna Naudé 51,89 m                                                                 |
| Lancer du marteau | Marwa Hussein 61,64 m                                                                           | Caroline Fournier 58,39 m                                                                          | Hayat El Ghazi 58,27 m                                                               |
| Lancer du javelot | Aïda Sellam 55,46 m                                                                             | Sorochukwu Ihuefo 55,30 m (NR)                                                                     | Bernadette Perrine-Ravina 51,49 m                                                    |
| Heptathlon | Margaret Simpson 6 105 points                                                                   | Stéphanie Domaingue 5 206 points                                                                   | Imen Chatbri 5 103 points                                                            |
| Records et Performances - AR : Record continental (area record) - CR : Record des championnats (championship record) - MR : Record du meeting (meet record) - NR : Record national (national record) - OR : Record olympique (olympic record) - PR : Record paralympique (paralympic record) - PB : Record personnel (personal best) - SB : Meilleure performance personnelle de la saison (season's best) - WL : Meilleure performance mondiale de l'année (world leader) - WJR : Record du monde junior (world junior record) - WR : Record du monde (world record) Circonstances et Conditions - DNF : N'a pas terminé (did not finish) - DNS : N'a pas pris le départ (did not start) - DQ : Disqualification (disqualification) - NM : Aucun essai valable enregistré (No Mark) - Q : Qualifié « directement » au prochain tour (ou à la prochaine compétition), lors d'une compétition majeure, grâce au classement ou à la réalisation des minima (automatic qualifier) - q : Qualifié au prochain tour (ou à la prochaine compétition), lors d'une compétition majeure, grâce au repêchage ou à la réalisation de l'une des meilleures performances parmi celles des « non qualifiés directement » (grâce au meilleur temps ou à la meilleure distance par exemple) (secondary qualifier) |                                                                                                 | |                                                                                      |

## Tableau des médailles
| Rang | Nation         | Or | Argent | Bronze | Total |
| ---- | -------------- | -- | ------ | ------ | ----- |
| 1    | Afrique du Sud | 8  | 0      | 3      | 11    |
| 2    | Tunisie        | 5  | 6      | 9      | 20    |
| 3    | Kenya          | 5  | 6      | 3      | 14    |
| 4    | Maroc          | 4  | 1      | 5      | 10    |
| 5    | Nigeria        | 3  | 5      | 2      | 10    |
| 6    | Cameroun       | 3  | 3      | 1      | 7     |
| 7    | Algérie        | 2  | 4      | 6      | 12    |
| 8    | Égypte         | 2  | 3      | 2      | 7     |
| 9    | Namibie        | 2  | 2      | 0      | 4     |
| 10   | Tchad          | 2  | 0      | 0      | 2     |
| 11   | Sénégal        | 1  | 4      | 5      | 10    |
| 12   | Maurice        | 1  | 3      | 2      | 6     |
| 13   | Ghana          | 1  | 2      | 1      | 4     |
| 14   | Madagascar     | 1  | 1      | 0      | 2     |
| 15   | Éthiopie       | 1  | 0      | 2      | 3     |
| 16   | Burkina Faso   | 1  | 0      | 1      | 2     |
| 17   | Mozambique     | 1  | 0      | 0      | 1     |
| 18=  | Botswana       | 0  | 1      | 0      | 1     |
| 18=  | Côte d'Ivoire  | 0  | 1      | 0      | 1     |
| 18=  | Ouganda        | 0  | 1      | 0      | 1     |
| 21   | Liberia        | 0  | 0      | 1      | 1     |